# Gnakouboué
Gnakouboué  est une localité du sud de la Côte d'Ivoire appartenant au département de Lakota, Région du Sud-Bandama. La localité de Gnakouboué est un chef-lieu de commune.